# Theofanis Gekas
Theofanis Gekas (grč. Θεοφάνης Γκέκας) (Larissa, 23. svibnja 1980.) bivši je grčki nogometaš.